# Ternstroemia maguirei
Ternstroemia maguirei är en tvåhjärtbladig växtart som beskrevs av B. Boom. Ternstroemia maguirei ingår i släktet Ternstroemia och familjen Pentaphylacaceae. Inga underarter finns listade i Catalogue of Life.